# Diatribe
Diatriben er en litteraturgenre, som opstod i antikkens Grækenland i det 3. århundrede f.Kr. Genren blev skabt af periodens kyniske gadeprædikanter, og rummede en lang række retoriske elementer, heriblandt anekdoter og vittigheder, hvormed prædikanterne advarede mod tidens forfald. I sin senere, romerske form, blev diatriben egentlig litteratur med vægt på satiren.